# Anii 330 î.Hr.
Secole: Secolul al V-lea î.Hr. - Secolul al IV-lea î.Hr. - Secolul al III-lea î.Hr.
Decenii: Anii 380 î.Hr. Anii 370 î.Hr. Anii 360 î.Hr. Anii 350 î.Hr. Anii 340 î.Hr. - Anii 330 î.Hr. - Anii 320 î.Hr. Anii 310 î.Hr. Anii 300 î.Hr. Anii 290 î.Hr. Anii 280 î.Hr.
Anii: 340 î.Hr. | 339 î.Hr. | 338 î.Hr. | 337 î.Hr. | 336 î.Hr. | 335 î.Hr. | 334 î.Hr. | 333 î.Hr. | 332 î.Hr. | 331 î.Hr. | 330 î.Hr.
Evenimente